# Ballylough Castle
Ballylough Castle ist die Ruine eines Schlosses im County Antrim, Nordirland.

## Lage
Die Ruine liegt etwa 2,5 Kilometer südlich des Orts Bushmills. Früher gehörte Ballylough Castle zur Civil parish Billy. Das Gebiet wurde später in die Townlands  Ballylough, Ballyloughmore und Ballyloughbeg aufgeteilt. Unweit der Ruine befindet sich der Giant’s Causeway.

## Geschichte
Das Schloss wird in den Annalen der vier Meister in einer Schrift aus dem Jahr 1544 als Baile-an-locha erwähnt. Es diente als Hauptsitz des Clan McQuillan und der Familie MacDonnell, bis es von den O’Donells von Tyrconell erobert wurde. Im Schloss wurden zwei Seemanstruhen von einem Schiff der spanischen Armada aufbewahrt, bis sie 1740 in das Glenarm Castle verlegt wurden. Heute sind nur noch Teile der Nord- und Westmauer erhalten.